# Алеррандро
Алеррандро Барра Манза Реалино ди Соза (порт.-браз. Alerrandro Barra Mansa Realino de Souza; род. 12 января 2000, Лаврас, Минас-Жерайс), или же просто Алеррандро (порт.-браз. Alerrandro) — бразильский футболист, нападающий московского ЦСКА.

## Клубная карьера
Воспитанник футбольной академии клуба «Атлетико Минейро». В основном составе «петухов» дебютировал 11 марта 2018 года в матче Лиги Минейро против «Томбенсе». 18 апреля 2018 года дебютировал в Кубке Бразилии, выйдя в стартом составе в матче против «Ферровиарио». 29 апреля 2018 года впервые вышел на поле в матче бразильской Серии A в игре против «Коринтианс». 12 марта 2019 года дебютировал в Кубке Либертадорес в матче против уругвайского «Насьоналя». 7 мая 2019 года забил два мяча в матче Кубка Либертадорес против венесуэльской «Саморы». 9 июня 2019 года забил свой первый мяч в бразильской Серии A в ворота «Сантоса».
С 2020 года выступает за «Ред Булл Брагантино». В 2021 году этот клуб впервые в своей истории вышел в финал международного турнира — Южноамериканского кубка. Алеррандро в этой кампании сыграл в четырёх матчах своей команды из 13.
17 февраля 2025 года Алеррандро перешёл в московский ЦСКА, подписав контракт до 2028 года с опцией продления ещё на один год. 8 марта 2025 года в матче чемпионата России против «Химок» (1:0) он дебютировал за новый клуб, выйдя на замену на 82-й минуте. 3 августа 2025 года в матче чемпионата России против «Зенита» (1:1) Алеррандро забил дебютный гол за ЦСКА.

## Карьера в сборной
В 2017 году в составе сборной Бразилии до 17 лет принял участие в чемпионате Южной Америки для игроков до 17 лет. На турнире забил один мяч в ворота сборной Колумбии 16 марта. Бразильцы выиграли турнир.

## Статистика выступлений

### Клубная
| Выступление          | Выступление      | Выступление      | Лига | Лига | Кубки | Кубки | Конт. | Конт. | Прочие | Прочие | Итого | Итого |
| Клуб                 | Лига             | Сезон            | Игры | Голы | Игры  | Голы  | Игры  | Голы  | Игры   | Голы   | Игры  | Голы  |
| -------------------- | ---------------- | ---------------- | ---- | ---- | ----- | ----- | ----- | ----- | ------ | ------ | ----- | ----- |
| Атлетико Минейро     | Серия А          | 2018             | 8    | 0    | 1     | 0     | 1     | 0     | 2      | 0      | 12    | 0     |
| Атлетико Минейро     | Серия А          | 2019             | 10   | 2    | 3     | 0     | 7     | 3     | 9      | 8      | 29    | 13    |
| Атлетико Минейро     | Итого            | Итого            | 18   | 2    | 4     | 0     | 8     | 3     | 11     | 8      | 41    | 13    |
| Ред Булл Брагантино  | Серия А          | 2020             | 16   | 5    | 0     | 0     | 0     | 0     | 9      | 0      | 25    | 5     |
| Ред Булл Брагантино  | Серия А          | 2021             | 24   | 4    | 1     | 0     | 4     | 0     | 1      | 0      | 30    | 4     |
| Ред Булл Брагантино  | Серия А          | 2022             | 20   | 6    | 1     | 0     | 4     | 0     | 10     | 3      | 35    | 9     |
| Ред Булл Брагантино  | Серия А          | 2023             | 14   | 1    | 2     | 1     | 4     | 1     | 13     | 5      | 33    | 8     |
| Ред Булл Брагантино  | Итого            | Итого            | 74   | 16   | 4     | 1     | 12    | 1     | 33     | 8      | 123   | 26    |
| → Витория (Салвадор) | Серия А          | 2024             | 34   | 15   | 8     | 1     | 0     | 0     | 10     | 5      | 52    | 21    |
| → Витория (Салвадор) | Итого            | Итого            | 34   | 15   | 8     | 1     | 0     | 0     | 10     | 5      | 52    | 21    |
| ЦСКА (Москва)        | Премьер-лига     | 2024/25          | 6    | 0    | 1     | 0     | —     | —     | —      | —      | 7     | 0     |
| ЦСКА (Москва)        | Премьер-лига     | 2025/26          | 3    | 1    | 2     | 0     | —     | —     | —      | —      | 5     | 1     |
| ЦСКА (Москва)        | Итого            | Итого            | 9    | 1    | 3     | 0     | 0     | 0     | 0      | 0      | 12    | 1     |
| Всего за карьеру     | Всего за карьеру | Всего за карьеру | 135  | 34   | 19    | 2     | 20    | 4     | 54     | 21     | 228   | 61    |

1. ↑  В графу «Кубки» входят игры и голы в национальных кубках, кубках лиги, суперкубках.
2. ↑  Континентальные: Южноамериканский кубок, Кубок Либертадорес
3. ↑  Чемпионаты штатов.

## Достижения
Командные
- Финалист Южноамериканского кубка (1): 2021
- Победитель чемпионата Южной Америки для игроков до 17 лет: 2017

ЦСКА
- Бронзовый призёр чемпионата России: 2024/25
- Обладатель Кубка России: 2024/25
- Обладатель Суперкубка России: 2025

Личные
- Лучший бомбардир чемпионата Бразилии: 2024 (15 голов, совместно с Юри Алберто)

## Личная жизнь
Женат. В июне 2019 года у него родилась дочь.